# Tropidodipsas
Tropidodipsas is een geslacht van slangen uit de familie toornslangachtigen (Colubridae) en de onderfamilie Dipsadinae.

## Naam en indeling
De wetenschappelijke naam van de groep werd voor het eerst voorgesteld door Albert Günther in 1858. Er zijn zeven verschillende soorten, inclusief de pas in 2005 wetenschappelijk beschreven soort Tropidodipsas repleta. De slangen werden eerder aan andere geslachten toegekend, zoals Leptognathus, Atractus, Sibon en Cochliophagus.

## Verspreiding en habitat
Alle soorten komen voor in delen van Midden-Amerika en leven in de landen Mexico, Guatemala, Belize, Honduras, El Salvador, Nicaragua en Costa Rica. De habitat bestaat uit vochtige tropische en subtropische bossen, zowel in laaglanden als bergstreken en droge tropische en subtropische bossen. Ook in door de mens aangepaste streken zoals akkers, weilanden, plantages en landelijke tuinen kunnen de dieren worden aangetroffen.

## Beschermingsstatus
Door de internationale natuurbeschermingsorganisatie IUCN is aan zes soorten een beschermingsstatus toegewezen. Vijf soorten worden beschouwd als 'veilig' (Least Concern of LC) en een soort als 'onzeker' (Data Deficient of DD).

## Soorten
Het geslacht omvat de volgende soorten, met de auteur en het verspreidingsgebied.
| Naam                     | Auteur                                        | Verspreidingsgebied                                                     | Beschermingsstatus |
| ------------------------ | --------------------------------------------- | ----------------------------------------------------------------------- | ------------------ |
| Tropidodipsas annulifera | Boulenger, 1894                               | Mexico                                                                  |                    |
| Tropidodipsas fasciata   | Günther, 1858                                 | Mexico, mogelijk in Guatemala                                           |                    |
| Tropidodipsas fischeri   | Boulenger, 1894                               | Mexico, Guatemala, El Salvador, Honduras                                |                    |
| Tropidodipsas philippii  | Jan, 1863                                     | Mexico                                                                  |                    |
| Tropidodipsas repleta    | Smith, Lemos-Espinal, Hartman & Chiszar, 2005 | Mexico                                                                  |                    |
| Tropidodipsas sartorii   | Cope, 1863                                    | Mexico, Guatemala, Belize, Honduras, El Salvador, Nicaragua, Costa Rica |                    |
| Tropidodipsas zweifeli   | Liner & Wilson, 1970                          | Mexico                                                                  |                    |